# Khersones (Krym)
Chersonesus (tiếng Hy Lạp cổ: Χερσόνησος, đã Latinh hoá: Khersónēsos; tiếng Latinh: Chersonesus; tiếng Nga và Ukraina hiện đại: Херсонес, Khersones; cũng được dịch là Chersonese, Chersonesos), trong Hy Lạp Trung Cổ rút gọn lại thành Cherson (Χερσών; Đông Slav cổ: Корсунь, Korsun) là một thuộc địa Hy Lạp cổ đại được thành lập khoảng năm 2.500 năm trước ở phía tây nam của bán đảo Krym, lúc đó được gọi là Taurica. Thuộc địa này được thành lập vào thế kỷ thứ 6 trước Công nguyên bởi những người định cư từ Heraclea Pontica.
Thành phố cổ nằm bên bờ Biển Đen ở vùng ngoại ô của thành phố Sevastopol trên bán đảo Krym của Ukraina (trên thực tế nằm dưới sự kiểm soát của Nga), nơi nó được gọi là Khersones. Nó là một phần của Khu bảo tồn quốc gia Tauric Chersonesos. Tên "Chersonesos" trong tiếng Hy Lạp có nghĩa là "bán đảo" là mô tả một cách khéo léo địa điểm mà nơi thuộc địa được thành lập. Nó thi thoảng bị nhầm lẫn với Tauric Chersonese, cái tên thường được áp dụng cho toàn bộ miền nam Krym.
Trong phần lớn thời kỳ cổ điển, Chersonesus là một nền dân chủ cai trị bởi một nhóm các Archon được bầu ra và một hội đồng gọi là Damiorgi. Thời gian trôi qua, quyền lực dần chỉ tập trung trong tay của các Archon. Một hình thức tuyên thệ nhậm chức từ thế kỷ 3 TCN đã tồn tại cho đến ngày nay. Năm 2013, Chersonesus được UNESCO công nhận là Di sản thế giới.

## Lịch sử

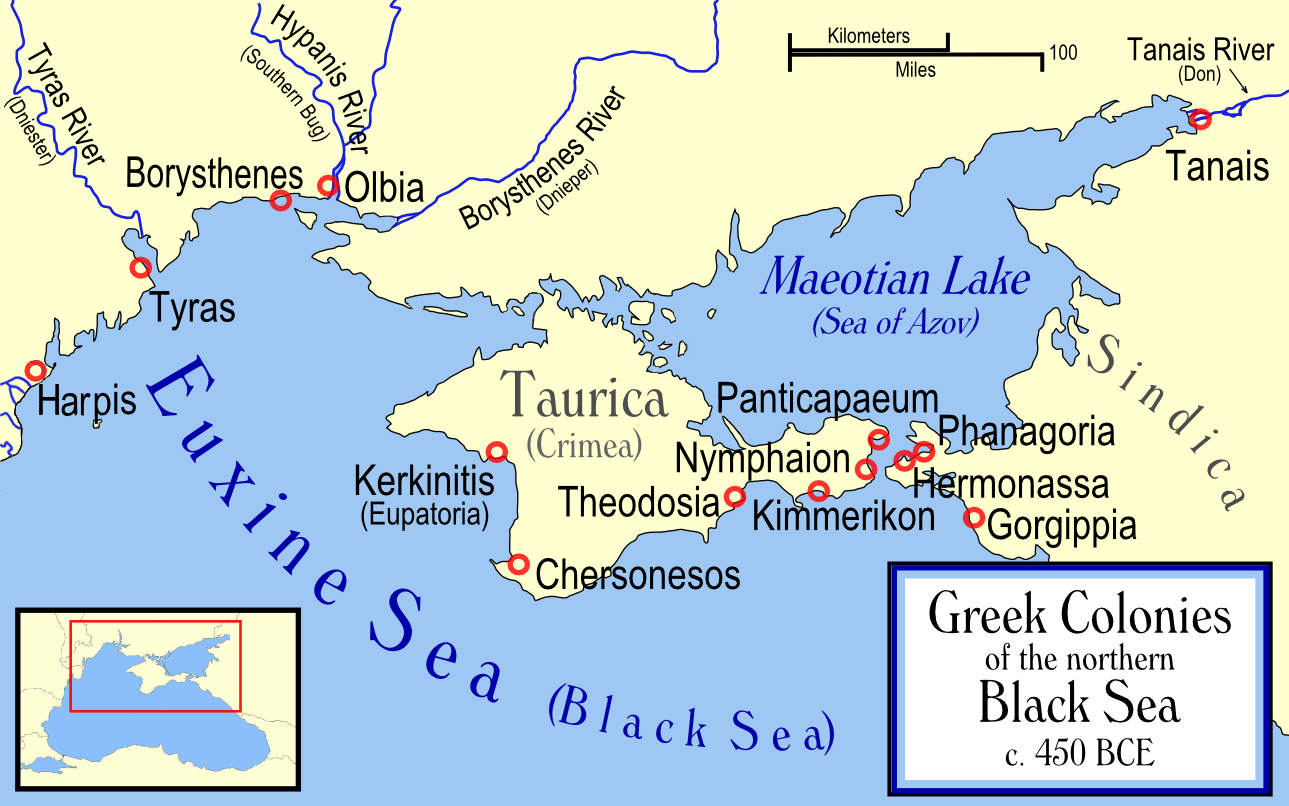
Chersonesus và các thuộc địa của Hy Lạp khác dọc theo bờ biển phía bắc Biển Đen vào thế kỷ thứ 5 Trước công nguyên

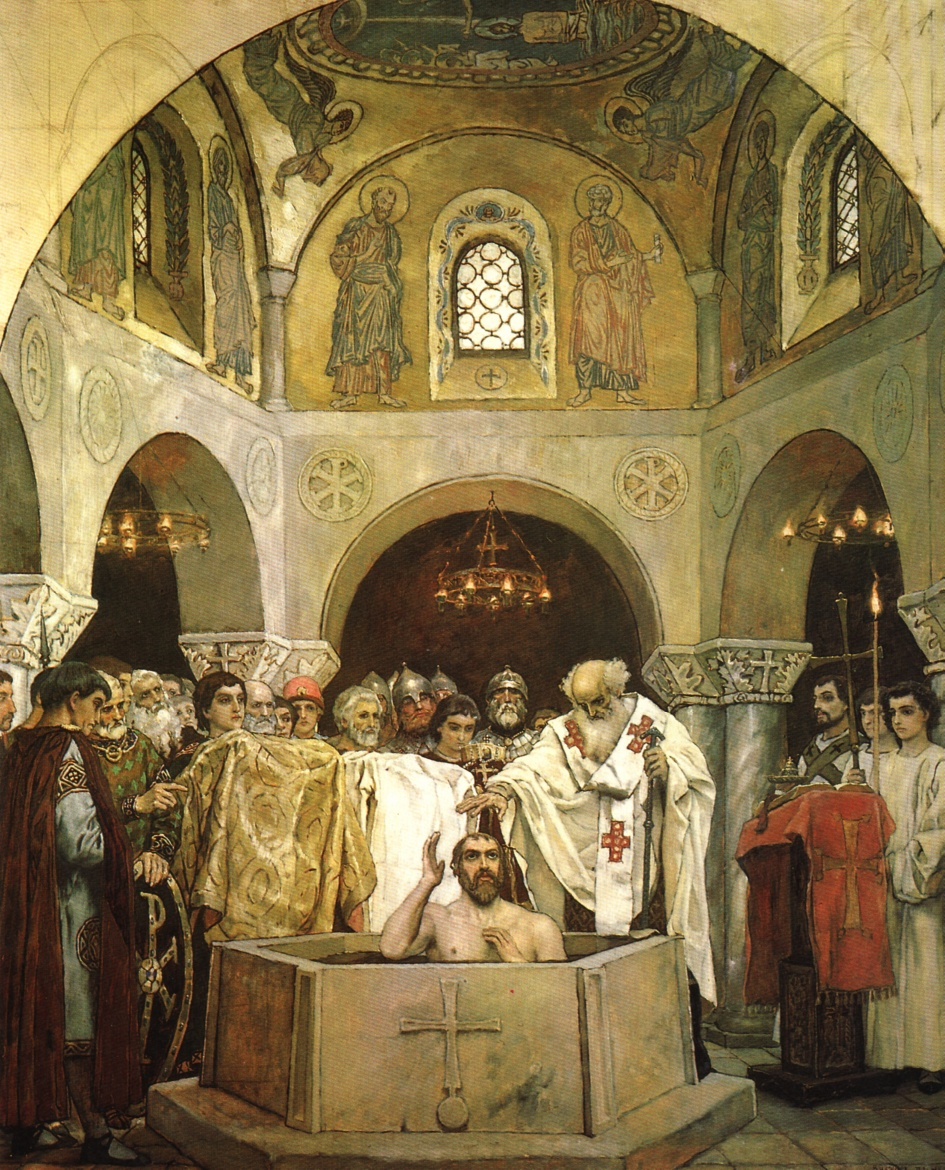
Viktor Vasnetsov: Lễ rửa tội Thánh Vladimir ở Korsun.

### Thời cổ đại
Vào cuối thế kỷ thứ 2 trước Công nguyên, Chersonesus đã trở thành thuộc địa của Vương quốc Bosporos. Sau đó, Đế quốc La Mã chi phối từ giữa thế kỷ 1 trước Công nguyên cho đến năm 370 sau Công nguyên, khi nó bị người Hung chinh phục.

### Thời đại Byzantine
Nó đã thuộc sở hữu của Byzantine trong thời Trung Cổ sớm và chịu một cuộc bao vây bởi người Göktürk trong năm 581. Việc cai trị của Byzantine có phần là đơn giản hơn khi chỉ có một đơn vị đồn trú nhỏ để bảo vệ thị trấn hơn là để kiểm soát nó. Đồn trú này như là một điểm quan sát các bộ tộc man rợ, và sự cô lập của nó đã làm cho nó trở thành một nơi lưu vong phổ biến cho những cơn giận dữ của chính quyền La Mã và hậu Byzantine. Trong số các "tù nhân", nổi tiếng hơn cả là Đức Giáo hoàng Clêmentê I và Đức Giáo hoàng Martin I, và người đã lật đổ Byzantine, Hoàng đế Justinian II. Theo Theophanes the Confessor và những người khác, Chersonesus là nơi cư trú của một thống đốc Khazar (tudun) vào cuối thế kỷ thứ 7.
Trong năm 833, Hoàng đế Theophilus gửi cho các nhà quý tộc Petronas Kamateros, người gần đây đã giám sát việc xây dựng các pháo đài của Khazar ở Sarkel, để kiểm soát trực tiếp các thành phố và các vùng lân cận, xây dựng chủ điểm ở Klimata / Cherson. Nó vẫn còn trong tay của Byzantine cho đến năm 980, khi nó được cho là đã rời tới Kiev. Vladimir Đại đế đồng ý sơ tán pháo đài chỉ khi Anna Porphyrogeneta và Basileios II kết hôn. Điều này đã gây ra một vụ bê bối ở Constantinople, vì một nàng công chúa hoàng gia chưa bao giờ được phép kết hôn với Hy Lạp. Như một điều kiện tiên quyết để giải quyết hôn nhân, Vladimir được rửa tội ở đây năm 988, do đó mở đường cho Thiên Chúa hóa của Kievan Rus'. Sau đó Korsun đã được sơ tán.
Kể từ khi chiến dịch này không được ghi lại trong các nguồn tiếng Hy Lạp, các nhà sử học cho rằng thực chất đề cập đến các sự kiện của cuộc chiến tranh Rus'-Byzantine (1043) và một Vladimir khác. Trong thực tế, hầu hết các vật có giá trị bị cướp phá bởi người Xla-vơ ở Korsun' theo cách của họ để Novgorod (có lẽ là Ioakim Korsunianin, giám mục Novgorodian đầu tiên, như họ của ông cho biết quan hệ với Korsun), nơi họ được bảo vệ trong nhà thờ chính tòa Wisdom cho đến thế kỷ 20. Một trong các điều thú vị nhất "Bảo vật Korsun" Korsun Gate, được cho là bị lấy bởi Novgorodians ở Korsun và bây giờ là một phần của Nhà thờ St Sophia.

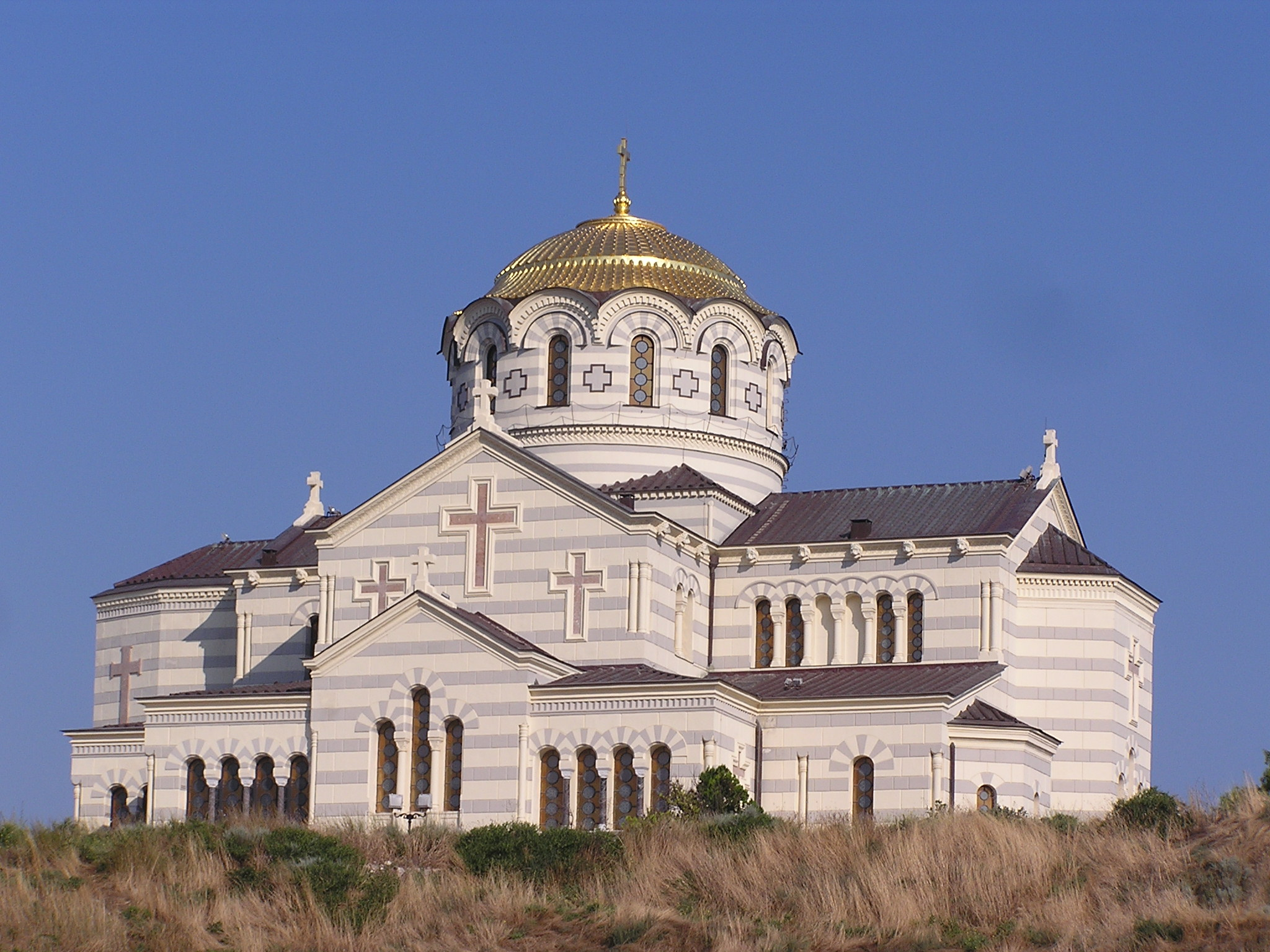
Nhà thờ Saint Vladimir ở Chersonesus được xây dựng vào thế kỷ 19 theo Kiến trúc Phục Hưng Byzantine.

Sau khi các cuộc Thập tự chinh thứ tư, Chersonesus trở nên phụ thuộc vào đế chế của Trebizond, và sau đó giảm xuống dưới sự kiểm soát Genova trong những năm đầu thế kỷ 13. Trong năm 1299, thị trấn đã bị quân đội của Nogai Khan tấn công. Một thế kỷ sau nó đã bị phá hủy bởi Edigu và đã bị bỏ rơi vĩnh viễn. Trong cuối thế kỷ 19, Nhà thờ St Vladimir (hoàn thành 1892) được xây dựng trên một ngọn đồi nhỏ nhìn ra địa điểm khảo cổ, thiết kế theo phong cách Byzantine, nó được dự định để tưởng nhớ nhà thờ rửa tội của Vladimir.

## Địa điểm khảo cổ

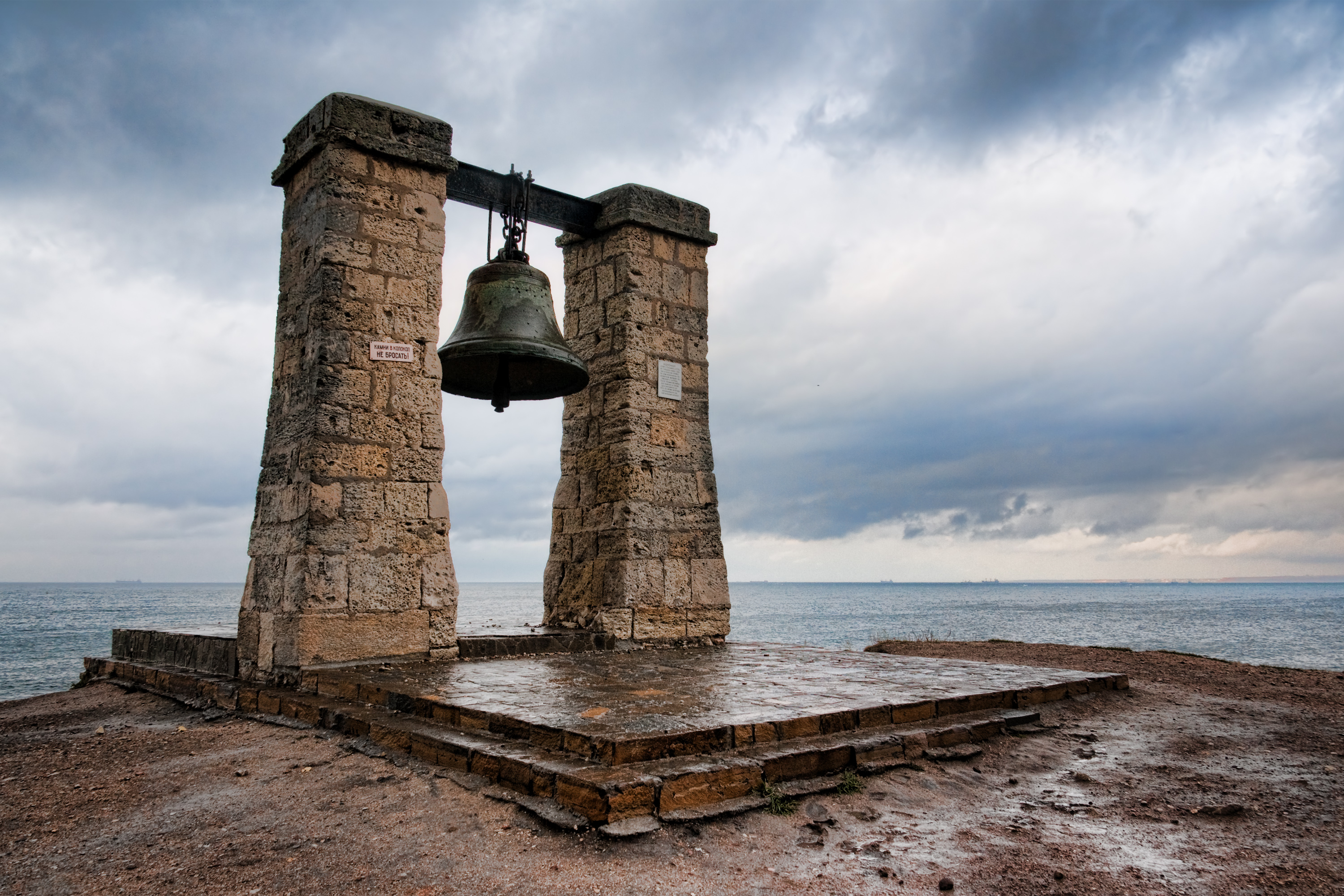
Chuông Chersonesos

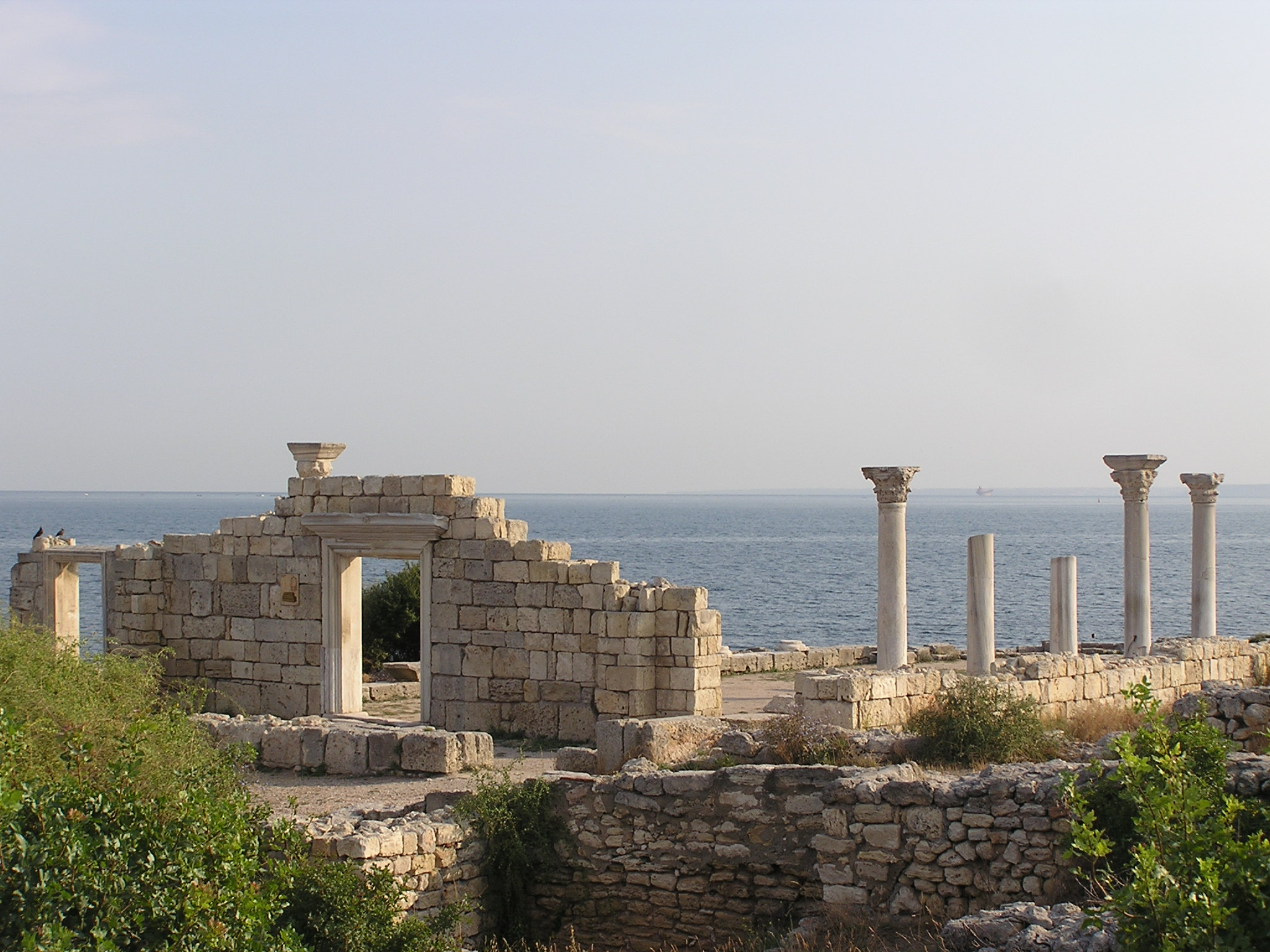
Vương cung Thánh Đường 1935

Di tích cổ Chersonesus hiện nay nằm tại một trong những khu vực ngoại ô của Sevastopol. Nó đã được khai quật bởi chính phủ Nga bắt đầu từ năm 1827. Ngày nay, nơi đây là một điểm nổi tiếng thu hút khách du lịch, được bảo vệ bởi nhà nước Ukraina như một công viên khảo cổ học.
Các tòa nhà chịu ảnh hưởng của văn hóa Hy Lạp, La Mã và Byzantine. Bức tường phòng thủ dài khoảng 3,5 km (2,2 dặm), rộng 3,5 - 4 mét, cao từ 8 - 10 mét trong khi các tháp cao từ 10 - 12 mét. Các bức tường bao quanh một diện tích khoảng 30 ha (74 Mẫu Anh). Các tòa nhà bao gồm một giảng đường La Mã và một ngôi đền Hy Lạp.
Vùng đất xung quanh dưới sự kiểm soát của thành phố, gọi là các Chora, bao gồm vài cây số vuông đất nông nghiệp cổ xưa nhưng đã cằn cỗi, với phần còn lại của máy ép rượu vang và tháp phòng thủ. Theo các nhà khảo cổ, các bằng chứng cho thấy người dân địa phương đã được trả tiền để làm công việc đồng áng thay vì bị bắt làm nô lệ.
Các ngôi mộ được khai quật cho thấy bằng chứng về việc chôn cất người đã chết theo cách khác lạ của những người Hy Lạp. Mỗi phiến đá đánh dấu một ngôi mộ, thay vì toàn bộ gia tài và bức tượng chôn cất, các đồ trang trí chỉ bao gồm thắt lưng và vũ khí. Hơn một nửa số ngôi mộ được các nhà khảo cổ đã tìm thấy có xương trẻ em. Tàn tích bị cháy cho thấy rằng thành phố đã bị cướp bóc và phá hủy.
Trong năm 2007, Chersonesus là một trong bảy kỳ quan của Ukraina.
Ngày 13 tháng 2 năm 2009, Bộ trưởng Quốc phòng Ukraina Yuriy Yekhanurov kêu gọi các hạm đội hải quân Biển Đen của Nga di chuyển kho cơ giới ô tô của mình từ địa điểm này đến nơi khác. Vị trí kho ô tô của hạm đội hải quân Biển Đen Nga là một trong những trở ngại đối với sự bảo tồn di tích để nó có thể trở thành di sản thế giới của UNESCO.

### Vương cung Thánh đường
Năm 1935, đây chính là nhà thờ nổi tiếng nhất được khai quật ở Chersonesus. Tên ban đầu là chưa biết đến nên "1935" là năm nó được tìm thấy được đặt là tên của Vương cung Thánh đường này. Nhà thờ có thể được xây dựng vào thế kỷ thứ 6 trên nền móng của một ngôi đền trước đó, có thể là một giáo đường Do Thái, tự thay thế một ngôi đền nhỏ có niên đại từ những ngày đầu của Kitô giáo. Nhà thờ thường được sử dụng như một hình ảnh đại diện cho Chersonesos. Hình ảnh của nó xuất hiện trên một tờ tiền giấy Ukraina.

### Bảo tàng cổ vật
Bảo tàng có khoảng 200.000 hiện vật từ thế kỷ 5 đến thế kỷ 15, hơn 5.000 trong số đó hiện đang được trưng bày. Bao gồm:
- Bản văn cổ, trong đó có lời thề của Hersonestsiv (thế kỷ 3), nghị định, lời thề danh dự của Diophantus (2 thế kỷ sau công nguyên)
- Một bộ sưu tập tiền xu, một bức tranh khảm bằng các viên sỏi
- Gốm sứ cổ, mảnh vỡ kiến trúc, bao gồm Bàn tính cổ đại và trung cổ, phù điêu, phần còn lại của bức tranh tường cổ xưa..

### Mối đe dọa
Sự xâm lấn của các tòa nhà hiện đại trong và xung quanh các địa điểm khảo cổ xưa, kết hợp với việc thiếu kinh phí để ngăn chặn áp lực phát triển, di rời khỏi khu vực Chersonesus.
Trong tháng 10 năm 2010 báo cáo có tựa đề Saving Our Vanishing Heritage, Quỹ Di sản Toàn cầu xác định Chersonesus là một trong 12 địa điểm trên toàn thế giới có nguy cơ biến mất và phá hủy mà không thể khắc phục được, với nguyên nhân chính là không đủ chi phí quản lý và áp lực phát triển.